# Arrival (film)
Arrival is een Amerikaanse sciencefictionfilm uit 2016, geregisseerd door Denis Villeneuve. De film ging op 1 september in première in de competitie van het Filmfestival van Venetië en werd ook geselecteerd voor het internationaal filmfestival van Toronto 2016. De film is gebaseerd op 'Het verhaal van jouw leven' door Ted Chiang uit zijn korteverhalenbundel De verhalen van jouw leven en anderen.

## Verhaal
Hannah, de dochter van linguïste Louise Banks, sterft op twaalfjarige leeftijd aan een ongeneeslijke ziekte.
Twaalf buitenaardse ruimtevaartuigen zweven boven verschillende locaties rond de Aarde. De getroffen landen sturen militaire en wetenschappelijke experts om hen te volgen en te bestuderen. In de Verenigde Staten werft kolonel Weber van het Amerikaanse leger Banks en natuurkundige Ian Donnelly aan om het vaartuig boven Montana te bestuderen. Aan boord maken Banks en Donnelly contact met twee koppotige, zevenbenige aliens, die ze heptapoden noemen. Donnelly geeft ze de bijnamen Abbott en Costello. Banks en Donnelly onderzoeken de complexe schrijftaal van de aliens, bestaande uit palindroomzinnen geschreven met cirkelvormige symbolen, en delen de resultaten met andere landen. Terwijl Banks de taal bestudeert, krijgt ze flashback-achtige visioenen van haar dochter.
Wanneer Banks in staat is om voldoende gedeeltelijke vocabulaire op te bouwen om te vragen waarom de aliens zijn gekomen, antwoorden ze met een verklaring die kan worden vertaald als "wapen aanbieden". China interpreteert dit als een "gebruikswapen", waardoor het de communicatie verbreekt, en andere landen hen volgen. Banks stelt dat het symbool geïnterpreteerd als "wapen" abstracter kan worden verwezen naar het concept van "middelen" en "hulpmiddel". De vertaling van China is waarschijnlijk het resultaat van interactie met de buitenaardse wezens met behulp van Mahjong, een zeer competitief spel.
Enkele deserterende soldaten plaatsen een bom in het Montana-vaartuig. Onbewust gaan Banks en Donnelly opnieuw het vaartuig binnen en de buitenaardse wezens geven hen een complexere boodschap. Net voordat de bom ontploft, werpt een van de aliens Donnelly en Banks uit het vaartuig, waardoor ze bewusteloos raken. Als ze wakker worden, bereidt het leger zich voor om te evacueren in geval van vergelding, en het vaartuig is buiten hun bereik geraakt.
Donnelly ontdekt dat het symbool voor tijd overal in het bericht aanwezig is en dat het schrift precies een twaalfde van de 3D-ruimte inneemt waarin het wordt geprojecteerd. Banks suggereert dat de volledige boodschap wordt verdeeld over de twaalf vaartuigen en dat de buitenaardse wezens willen dat alle naties delen wat ze leren.
De Chinese generaal Shang stelt een ultimatum voor zijn lokale buitenaardse vaartuig en eist dat het China binnen 24 uur verlaat. Rusland, Pakistan en Soedan volgen hun beslissing. De communicatie tussen de internationale onderzoeksteams wordt beëindigd wanneer er wereldwijde paniek toeslaat.
Banks gaat alleen naar het Montana-vaartuig en stuurt een transportcapsule naar beneden. Abbott is dodelijk gewond geraakt als gevolg van de explosie (die Costello het "doodsproces" noemt). Costello legt uit dat ze zijn gekomen om de mensheid te helpen, want over 3000 jaar zullen zij in ruil daarvoor de hulp van de mensheid nodig hebben. Banks realiseert zich dat het "wapen" hun taal is, en het leren ervan verandert de lineaire tijdsperceptie van mensen, waardoor ze "herinneringen" aan toekomstige gebeurtenissen kunnen ervaren. Banks' visioenen over haar dochter blijken eigenlijk voorgevoelens te zijn: haar dochter zal pas in de toekomst worden geboren.
Banks keert terug naar het kamp terwijl het wordt geëvacueerd en vertelt Donnelly dat de taal van de aliens het "wapen" is. Ze heeft een voorgevoel van een evenement van de Verenigde Naties dat hernieuwde eenheid viert na de komst van de buitenaardse wezens, waarin Shang haar bedankt voor het feit dat ze hem heeft overgehaald om de aanval te stoppen door zijn privénummer te bellen en de laatste woorden van zijn vrouw op te zeggen: "Oorlog maakt geen winnaars, alleen weduwen".
In het heden steelt Banks de satelliettelefoon van CIA-agent Halpern en ze belt het nummer van Shang om de woorden op te zeggen. De Chinezen kondigen aan dat ze zich terugtrekken en hun twaalfde bericht vrijgeven. De andere landen volgen, en de twaalf ruimtevaartuigen vertrekken.
Tijdens de evacuatie spreekt Donnelly zijn liefde voor Banks uit. Ze praten over levenskeuzes en of hij ze zou veranderen als hij de toekomst kon zien. Banks weet dat ze ermee instemt een kind met hem te krijgen, ondanks het feit dat ze hun lot kennen: Hannah zal sterven aan een ongeneeslijke ziekte en Donnelly zal haar verlaten nadat ze heeft onthuld dat ze dit wist.

## Rolverdeling
| Acteur             | Personage          |
| ------------------ | ------------------ |
| Amy Adams          | Dr. Louise Banks   |
| Jeremy Renner      | Ian Donnelly       |
| Forest Whitaker    | Kolonel G.T. Weber |
| Michael Stuhlbarg  | Agent Halpern      |
| Mark O'Brien       | Kapitein Marks     |
| Tzi Ma             | Generaal Shang     |
| Jadyn Malone       | Hannah (6 jr.)     |
| Abigail Pniowsky   | Hannah (8 jr.)     |
| Julia Scarlett Dan | Hannah (12 jr.)    |

## Prijzen en nominaties
| Jaar | Prijs                    | Categorie                                  | Genomineerde(n)                | Resultaat   |
| ---- | ------------------------ | ------------------------------------------ | ------------------------------ | ----------- |
| 2017 | Academy Awards           | Beste geluidseffecten                      | Sylvain Bellemare              | Gewonnen    |
| 2017 | BAFTA Award              | Beste filmmuziek                           | Jóhann Jóhannsson              | Genomineerd |
| 2017 | Golden Globe Award       | Beste filmmuziek                           | Jóhann Jóhannsson              | Genomineerd |
| 2017 | World Soundtrack Awards  | Best Film Composer of the Year             | Jóhann Jóhannsson              | Gewonnen    |
| 2017 | Grammy Award             | Beste muziek soundtrack voor visuele media | Jóhann Jóhannsson              | Genomineerd |
| 2016 | National Board of Review | Top 10 films van het jaar                  | Top 10 films van het jaar      | Gewonnen    |
| 2016 | National Board of Review | Beste actrice                              | Amy Adams                      | Gewonnen    |
| 2016 | American Film Institute  | Top 10 films van het jaar                  | Top 10 films van het jaar      | Gewonnen    |
| 2016 | Critics' Choice Awards   | Beste bewerkte scenario                    | Eric Heisserer                 | Gewonnen    |
| 2016 | Critics' Choice Awards   | Beste horror/sciencefictionfim             | Beste horror/sciencefictionfim | Gewonnen    |

## Productie
De filmopnamen gingen van start op 7 juni 2015 in Montréal, Québec, Canada. Op 15 juni 2016 werd de oorspronkelijke titelnaam gewijzigd van Story of Your Life naar Arrival.

## Muziek
De officiële soundtrack werd door Deutsche Grammophon op 11 november 2016 uitgebracht. Het gehele album is gecomponeerd door Jóhann Jóhannsson. Vanwege het gebruik van Max Richters 'On the Nature of Daylight' in de openings- en slotscène van de film werd de soundtrack geweigerd als inzending voor de Oscar voor beste originele muziek. Volgens de Academy zou het gebruik van reeds bestaande muziek de stemming kunnen beïnvloeden.

### Tracklist
| 1.                   | "Arrival"                           | 2:51 |
| 2.                   | "Heptapod B"                        | 3:42 |
| 3.                   | "Sapir-Whorf"                       | 1:17 |
| 4.                   | "Hydraulic Lift"                    | 3:32 |
| 5.                   | "First Encounter"                   | 4:50 |
| 6.                   | "Transmutation at a Distance"       | 1:35 |
| 7.                   | "Around the Clock News"             | 1:35 |
| 8.                   | "Xenolinguistics"                   | 3:29 |
| 9.                   | "Ultimatium"                        | 1:52 |
| 10.                  | "Principle of Least Time"           | 1:20 |
| 11.                  | "Hazmat"                            | 4:49 |
| 12.                  | "Hammers and Nails"                 | 2:32 |
| 13.                  | "Xenoanthropology"                  | 3:08 |
| 14.                  | "Non-Zero-Sum Game"                 | 4:18 |
| 15.                  | "Properties of Explosive Materials" | 3:31 |
| 16.                  | "Escalation"                        | 2:02 |
| 17.                  | "Decyphering"                       | 2:05 |
| 18.                  | "One of Twelve"                     | 3:09 |
| 19.                  | "Rise"                              | 1:47 |
| 20.                  | "Kangaru"                           | 2:56 |
| Totale lengte: 56:20 |                                     |      |